# Dapsilanthus disjunctus
Dapsilanthus disjunctus är en gräsväxtart som först beskrevs av Maxwell Tylden Masters, och fick sitt nu gällande namn av Barbara Gillian Briggs och Lawrence Alexander Sidney Johnson. Dapsilanthus disjunctus ingår i släktet Dapsilanthus, och familjen Restionaceae. Inga underarter finns listade i Catalogue of Life.